# Edo Bulat
Edo Bulat (ur. 17 lutego 1901 w Splicie, zm. 28 czerwca 1984 w Buenos Aires) – chorwacki i jugosłowiański polityk, prawnik i dyplomata.

## Życiorys
Studiował w Zagrzebiu, Paryżu i Berlinie. W Berlinie uzyskał stopień naukowy doktora prawa.
Był zwolennikiem nacjonalistycznej organizacji ORJUNA, a po zawarciu Porozumienia Cvetković-Maček ruchu ustaszy. W latach 1941–1942 był przedstawicielem Niepodległego Państwa Chorwackiego w Rumunii. Następnie był dyrektorem instytutu Hrvatski izdavalački bibliografski zavod (HIBZ). Po kapitulacji Włoch wszedł do rządu NDH i został ministrem ds. wyzwolonych regionów. W 1947 roku uciekł do Argentyny. Swoje wspomnienia publikował w czasopiśmie Hrvatska misao w Buenos Aires.